# The Man in the Blue Flannel Pants
«The Man in the Blue Flannel Pants» (укр. «Чоловік у синіх фланелевих штанах») — сьома серія двадцять третього сезону мультсеріалу «Сімпсони», прем'єра якої відбулась 27 листопада 2011 року у США на телеканалі «Fox».

## Сюжет
На зніманні «Шоу Клоуна Красті» агенти Красті кажуть, що є проблеми з продажем його горілки «Абсолют Красті». Щоб зробити її популярною, агенти наполягають на тому, щоб Красті влаштував дегустаційну вечірку вдома у пересічного жителя Спрінґфілда. Красті влаштовує конкурс серед своїх глядачів, в якому перемагає Барт Сімпсон.
На вечірці всі весело проводять час, допоки не приїжджає містер Бернс і відштовхує гостей. Зрештою, Гомер як господар вечірки рятує ситуацію співаючи з Бернсом у караоке. Завдяки успіху на вечірці, Бернс підвищує Гомера до «главбуха» Спрінґфілдської атомної станції замінивши Роберт Марлоу, що йде на пенсію.
Марлоу бере Гомера під своє крило і показує всі тонкощі роботи «главбухом». Щоб розслабитись під час важливих зустрічей і досягти успіху від них, Гомер починає пити Бурбон. Робота перетворює Гомера на сумного індивіда, який п'є допізна і скаржиться на безглуздість своєї роботи. Поступово Гомер віддаляється від своєї сім'ї.
Якось, прийшовши додому пізно ввечері, Гомер не має часу, щоб прочитати казку на ніч Лісі, і змушує Барта це зробити. Однак, під час цього Ліса виявляє, що її брат погано читає. Дівчинка вирішує допомогти братові.
Згодом Барт прочитав Лісі «Маленьких жінок», і у нього з'являється інтерес до читання класичних романів. Коли шкільні хулігани спостерігають, як він читає, вони змушують його читати і їм «Маленьких жінок». Зрештою, розбишаки також захоплюються цим романом…
Тим часом Мардж, якій вже набрид новий Гомер, просить його поїхати з родиною відпочивати. Вона пропонує рафтинг, на що Гомер погоджується. Одразу після Гомера відвідує містер Бернс, який шукає, чим розважити суворих аудиторів з Вашингтона. Помітивши брошюру про рафтинг, залишену Мардж, Бернс також вирішує вирушити з Гомером і аудиторами туди…
На відпочинку Гомер плаває туди-сюди між плотом своєї родини і плотом своєї роботи. Мардж виявляє брехню, й обурена тим, що її чоловік сумістити роботу на сімейному відпочинку. Тим часом плоти підпливають до водоспаду, і Гомер може врятувати лише один пліт. Він рятує той, в якому знаходиться його сім'я.
Коли Бернс та аудитори збираються впасти з водоспаду, приїжджає Роберт Марлоу на водяному скутері і рятує Бернса. Хоча Бернса дратує цей інцидент, однак він пробачає Гомеру, бо той скоротив витрати на шість відсотків. Гомер вирішує відмовитися від посади «главбуха» і провести решту поїздки зі своєю сім'єю.
У фінальній сцені, у будинку Сімпсонів Мардж рада, що Гомер знову «нудний інспектор з безпеки» на АЕС. У цей час надворі видно феєрверки, спричинені пожежею на атомній електростанції…

## Виробництво
Весь основний сюжет серії був пародією на серіал «Божевільні». Як запрошені зірки виступили творець, сценарист і шоуранер «Божевільних» Метью Вайнер та виконавець ролі Роджера Стерлінга у серіалі — Джон Слеттері.
Гомер перетворюється на головного героя «Божевільних», Дона Дрейпера, а персонаж Джона Слеттері, Роберт Марлоу, схожий на персонажа Роджером Стерлінгом.
Музичний редактор серіалу Кріс Ледезма у своєму блозі пояснив, що для цього епізоду потрібно було дуже мало музичного супроводу. У деяких випадках музична партитура використовується для відведення фокусу від сцен, які спрацювали не так добре, як планувалося. З іншого боку, якщо сценарій серії добре написано і епізод містить голоси акторів, тоді музика відволікає. На думку Ледезми, «серія пропонує гарний баланс діалогу та музики». Загалом для епізоду було використано п'ять хвилин музики.

## Цікаві факти і культурні відсилання
- Серія містить кілька відсилань до старого віку містера Бернса.
  - Бернс просить пісню у діджея, «що-небудь із Принца… Вільгельма Прусського?»[3]. Принц Вільгельм був другим в черзі на німецький престол і жив з 1906 по 1940 рік.
  - Натомість для Бернса і Гомера діджей вмикає пісню 1910 року «Полетіли, Жозефіно, на машині-літаку» (англ. «Come Josephine in My Flying Machine»)[1].
  - Перед падінням з водоспада Бернс промовляє: «Яка іронія: я вижив на „Титаніку“,… а тепер це»[3]. «Титанік» затонув у 1912 році.
- Під час монтажу Гомера на новій роботі грає музична тема Генрі Манчіні з фільму 1965 року «Момент до моменту» (англ. «Moment to Moment»)[2].
  - Під час цього монтажу була відтворена сцену з «Божевільних», де Гомер на газонокосарці їде по офісу і ранить ногу Смізерса[1].
  - Серія закінчується мелодією, яка є версією музичної теми Манчіні композитора «Сімпсонів» Альфа Клаузена[1].

## Ставлення критиків і глядачів
Під час прем'єри серію переглянули 5,61 млн осіб з рейтингом 2.6, що зробило її найпопулярнішим шоу на каналі «Fox» тієї ночі.
Гейден Чайлдс з «The A.V. Club» дав серії оцінку B-, зазначивши, що це серія «не була особливо кумедною, але і не була особливо поганою». Він високо оцінив епізод за «сильну сюжетну лінію» та «підсюжет, який працює». Водночас Чайлдс відчув, що «жарти настільки стримані і м'які, що серія збільшувалась, не викликаючи жодного сміху чи посмішки».
Джош Гаррісон з «Ology» дав серії оцінку 6/10, сказавши, що серія була «чарівним, але трохи комічним провалом». Він дійшов висновку, що епізод не був нічим особливим.
Згідно з голосуванням на сайті The NoHomers Club більшість фанатів оцінили серію на 3/5 із середньою оцінкою 2,85/5.